# 香川県立小豆島中央高等学校
香川県立小豆島中央高等学校（かがわけんりつ しょうどしまちゅうおうこうとうがっこう）は、香川県小豆郡小豆島町蒲生にある公立高等学校。通称は「島高」（しまこう）

## 概要
土庄町の香川県立土庄高等学校と小豆島町の香川県立小豆島高等学校を統合し、2017年4月1日に開校。これにより、小豆郡内の高校は1校のみとなる
。

香川県東部を通学区域とする第一学区に属するが、30名以上が収容可能な生徒寮を建設しており、香川県全域からの出願が可能で、2021年から全国からの出願を受け付けている。

## 施設

### 北側
- 校舎棟（普通教室、特別教室、図書館、食堂、管理諸室等）危機管理センター
- 駐輪場

### 東側
- 第1・第2体育館棟（アリーナ、武道場、相撲場、部室等）
- プール
- 弓道場

### 西側
- 生徒寮

### 南側
- 野球場
- 多目的グラウンド（陸上・サッカー、テニスコート）

## 設置学科
全日制課程　
- 普通科
  - 特進コース
  - 普通コース
    - 文理コース
    - 総合Aコース（商業系を多く履修）
    - 総合Bコース（家庭、福祉系を履修可能）

定時制課程　
- 普通科
  - 4年卒業コース
  - 3年卒業コース

## 学校行事
- 体育祭
- 文化祭
- 修学旅行
- 芸術鑑賞
- クラスマッチ
- マラソン大会

## 部活動
部活動は運動部、文化部、学校特設部に分かれ、全員参加ではないが、多くの生徒が所属している。ユニークな物には、土庄高校から引き継いだ地元の名物の醤油の樽を利用した樽太鼓を演奏する誠心樽太鼓部（通称太鼓クラブ）がある。
また、応援部は小豆島高校から引き継いでいる。

### 運動部
- 硬式野球
- 陸上競技
- 水泳
- バスケットボール
- バレーボール
- 卓球
- サッカー
- バドミントン
- 相撲
- 柔道
- 剣道
- 弓道
- テニス

### 文化部
- 吹奏楽
- 放送
- 美術
- 光画
- 書道
- 家政
- 文芸
- 茶華道
- 新聞
- 自然科学
- ギター
- コンピュータ
- ESS

### 学校特設部
- ボランティア
- 応援部
- 太鼓クラブ

## 沿革
- 2017年（平成29年） - 香川県土庄高等学校と香川県立小豆島高等学校を統合し、開校。